# Cyaniris arisanus
Cyaniris arisanus är en fjärilsart som beskrevs av Matsumura 1910. Cyaniris arisanus ingår i släktet Cyaniris och familjen juvelvingar. Inga underarter finns listade i Catalogue of Life.